# Karl-Andreas Freiherr von Stenglin
Carl-Andreas Freiherr von Stenglin (* 21. April 1944 in Wien; † 21. September 2020 in Berlin) war ein deutscher Diplomat, der zuletzt von 2006 bis 2009 Botschafter in Malta war.

## Leben
Nach dem Abitur begann von Stenglin 1964 ein Studium der Rechtswissenschaften, das er 1969 mit dem Ersten Juristischen Staatsexamen sowie 1974 mit dem Zweiten Juristischen Staatsexamen abschloss.
Danach trat er 1975 in den Auswärtigen Dienst ein und fand nach Abschluss der Laufbahnprüfung für den höheren Dienst 1977 zunächst Verwendung als Referent im Ost- und Südafrika-Referat des Auswärtigen Amtes, ehe er im Anschluss von 1980 bis 1982 Ständiger Vertreter des Botschafters in Uganda war. Nach Beendigung dieser Tätigkeit war er bis 1985 Legationsrat Erster Klasse sowie Referent für Rechts- und Konsularangelegenheiten an der Botschaft in der Tschechoslowakei und danach wiederum Referent im Auswärtigen Amt in Bonn.
Daraufhin war von Stenglin zwischen 1988 und 1990 Ständiger Vertreter des Botschafters im Senegal und nach seiner Rückkehr in die Bundesrepublik stellvertretender Referatsleiter des Arbeitsstabs für Humanitäre Hilfe im Auswärtigen Amt in Bonn und dort zuständig für die damalige Sowjetunion, Jugoslawien, den Nahen sowie Mittleren Osten.
Nach einer Verwendung als Leiter der politischen Abteilung an der Botschaft in Indien von 1994 bis 1998 war er bis 2005 Leiter des persönlichen Büros des ehemaligen Bundespräsidenten Richard von Weizsäcker im Bundespräsidialamt in Berlin. Nach Beendigung dieser Tätigkeit war er im Zeitraum 2005 bis 2006 zeitweise Geschäftsträger ad interim an der Botschaft in Tadschikistan und Laos.
Am 20. Juli 2006 erhielt Carl-Andreas von Stenglin als Nachfolger von Georg Merten seine Akkreditierung als Botschafter der Bundesrepublik Deutschland in Malta. Diese Funktion übte er bis zu seiner Verabschiedung in den Ruhestand und seiner anschließenden Ablösung durch Bernd Braun im Jahr 2009 aus. Am 16. November 2007 wurde er zum Ehrenmitglied (Honorary Companion) des National Order of Merit von Malta ernannt.